# Målarna
För andra betydelser, se Målarna (olika betydelser).
Målarna är en småort på ön Senoren i Ramdala socken i Karlskrona kommun i Blekinge län.